# Inflectarius magazinensis
Inflectarius magazinensis es una especie de molusco gasterópodo de la familia Polygyridae en el orden de los Stylommatophora.

## Distribución geográfica
Es endémica de Arkansas, en  Estados Unidos. Su hábitat natural son las zonas rocosas.